# هوكومو (ميزوري)
هوكومو (بالإنجليزية: Hocomo)‏ هي إحدى المجتمعات الفردية (غير مصنفة) في ولاية ميزوري في الولايات المتحدة الأمريكية.